# Любит не любит
«Любит не любит» — российский полнометражный художественный фильм 2014 года, романтическая комедия.

## Сюжет
Алексей, деловой и амбициозный человек, готовится к свадьбе с Алёной, дочерью бизнесмена, владельца авиакомпании и нескольких гостиниц. После случайной встречи с девушкой, читающей свои стихи на Кузнецком мосту, они через несколько дней снова сталкиваются в салоне авиарейса в Париж. Ирина оказывается популярной светской журналисткой, более того, кумиром его Алёны, студентки журфака.
Алёна утверждает, что не может без него. Ирина может, но сопротивляется своим чувствам.

## В ролях
- Максим Матвеев — Алексей
- Светлана Ходченкова — Ирина
- Любовь Аксёнова — Алёна
- Сергей Газаров — Михаил Андреевич, отец Алёны
- Екатерина Васильева — бабушка Алексея
- Александр Ратников — Марат, друг Алексея
- Юрий Колокольников — Дима, друг Алексея
- Максим Виторган — главный редактор, начальник Ирины
- Сергей Баталов — больничный сантехник
- Александр Самойленко — отец Павел, священник

## Критика
Лидия Маслова:

Однако, увы, жанр романтической комедии перемалывает и переваривает всё — и самобытных поэтесс, и строптивых журналисток, выдавая на выходе какую-то заводную Барби-проказницу, которая, в общем, движется к тому же незамысловатому «женскому счастью», что и все обычные смирные тетёньки, но чуть более извилистой траекторией, со стихами, шутками и мелкими административными правонарушениями. В них, однако, не чувствуется никакой трагической невозможности мирного сосуществования с человечеством в лице аккуратно причесанных и опрятных менеджеров, которые в реальной-то жизни женятся на полезных девушках, а встречаются с интересными.
Евгений Ухов:

Оригинальности от романтической истории требовать не стоит, а вот симпатичными актёрами, великолепными пейзажами московских, петербуржских и парижских улиц и мягким непошлым юмором насладиться не возбраняется.